# Trichomachimus grandis
Trichomachimus grandis là một loài ruồi trong họ Asilidae. Trichomachimus grandis được Shi miêu tả năm 1992. Loài này phân bố ở vùng Cổ Bắc giới và châu Á.